# Eskeldi (distrito)
Eskeldi Distrito (em cazaque:  Ескелді ауданы, Eskeldi aýdany) é um distrito da Almaty (região) no  Cazaquistão. O centro administrativo do distrito é o assentamento de Karabulak. População: 49 774 (2013 estimativa); 50,082 (Resultados do Censo 2009); 48,548 (Resultados do Censo de 1999).